# 香港大學馮平山樓

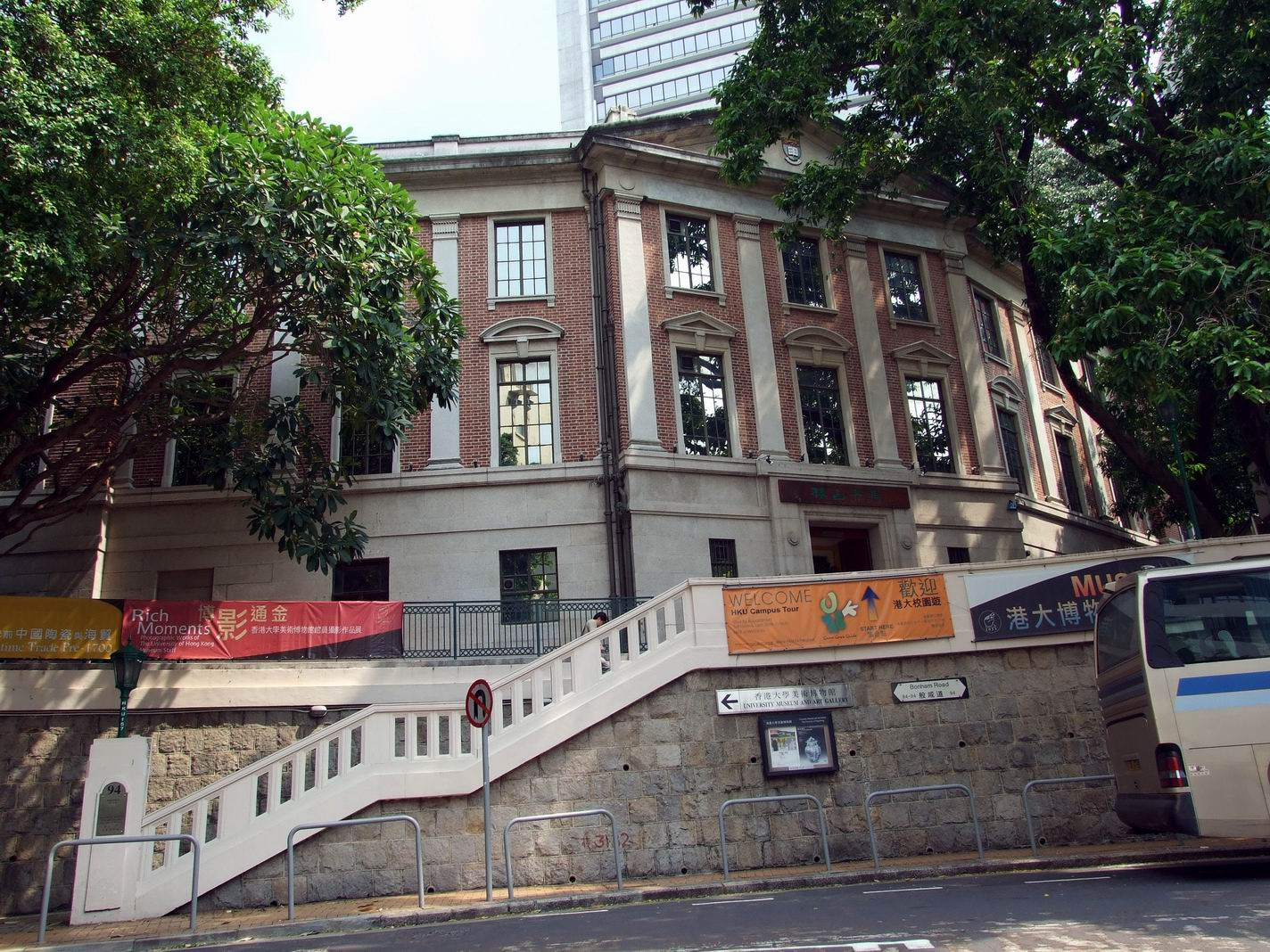
香港大學馮平山樓

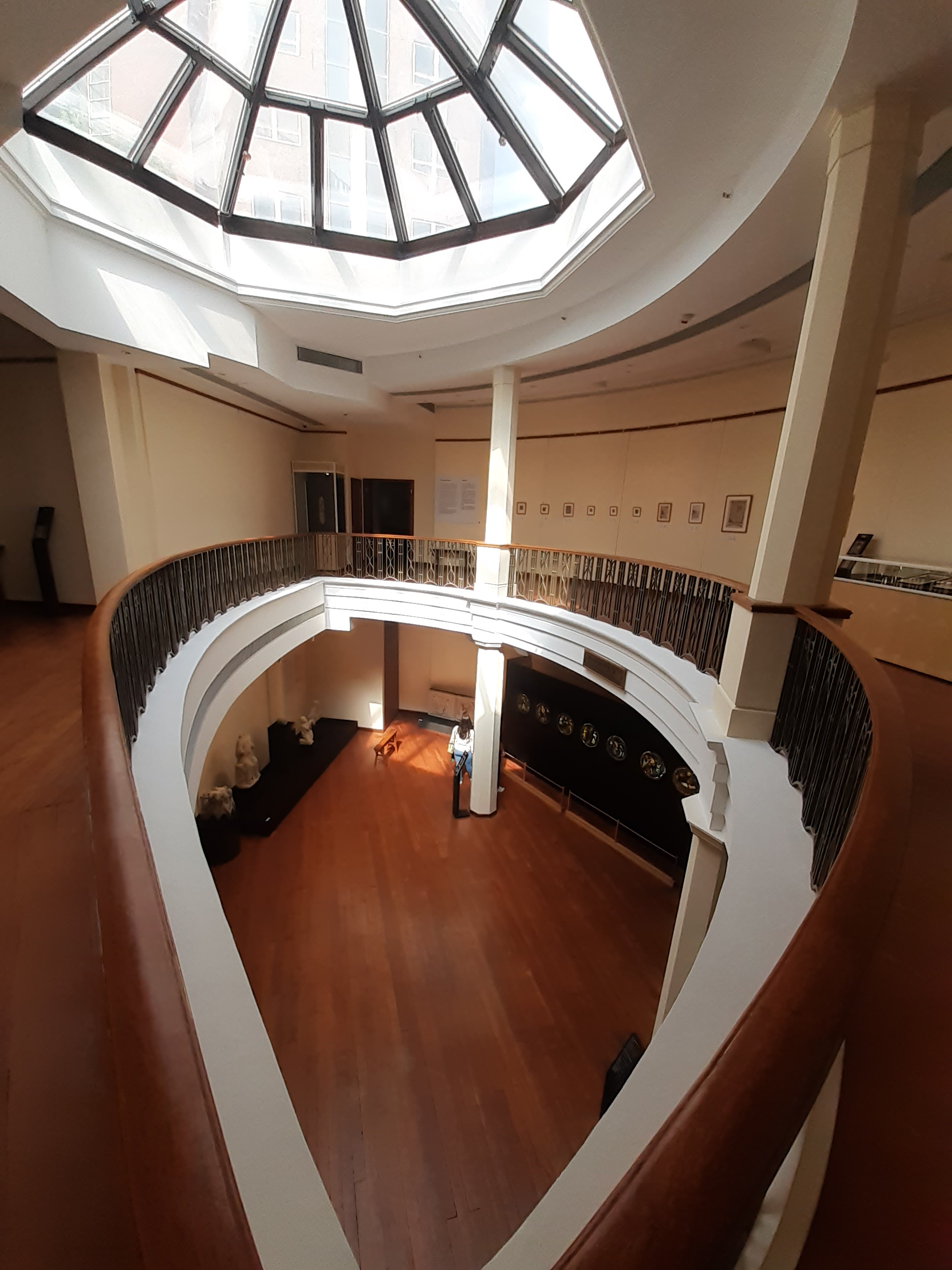
美術博物館中庭

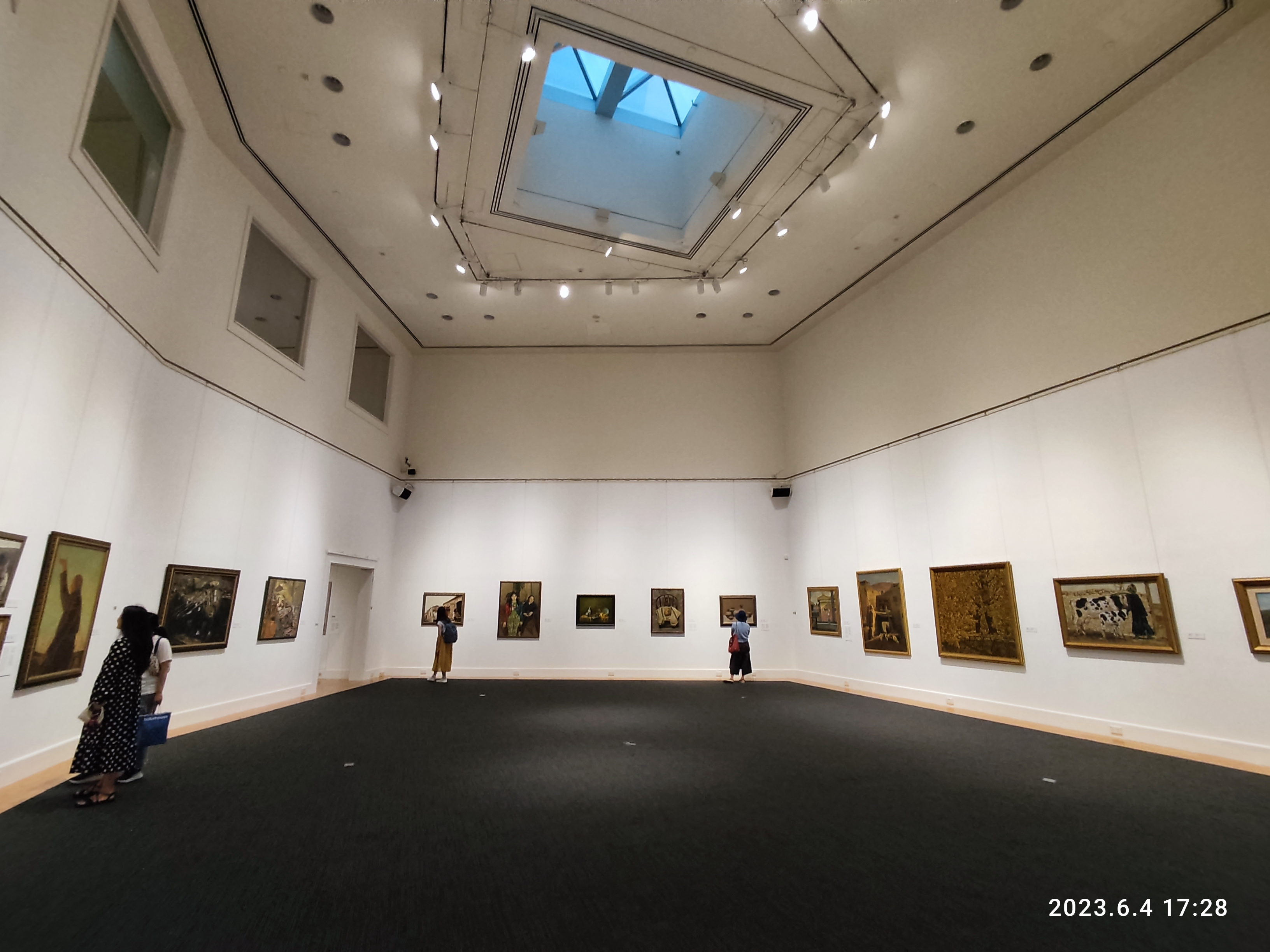
徐展堂樓內貌

香港大學馮平山樓（英語：Fung Ping Shan Building, University of Hong Kong）是一座法定古蹟，位於香港島西營盤般咸道94號，香港大學校園之內，現時用作香港大學美術博物館之用。
馮平山樓於1931年興建，並於同年12月14日正式啟用。馮平山樓由當時香港富商馮平山捐款興建，用作中文圖書館之用，該圖書館亦被命名為馮平山圖書館。
1953年，馮平山樓增設中國藝術及考古學陳列所，作教學、研究及展覽之用。至1961年，香港大學圖書館大樓建成，馮平山圖書館的全部藏書於翌年搬到圖書館大樓四樓。而馮平山樓則改為馮平山博物館，成為展覽場地，並於1964年1月31日正式向公眾開放。由於馮平山樓部份地方也是藝術學系及香港大學出版社的辦事處，因此校方於1969年底在大樓的東翼加建一道木梯，方便他們出入。
1994年，徐展堂樓落成，其最底三層成為馮平山博物館新翼，博物館改稱香港大學美術博物館。
香港大學馮平山樓先被列為一級歷史建築，至2018年6月20日，古物諮詢委員會宣布將其列為法定古蹟。

## 外部連結
- 香港大學馮平山圖書館 （页面存档备份，存于）
- 古往今來大學堂 馮平山樓 （页面存档备份，存于）